# 圣巴托洛梅-德尔格劳
圣巴托洛梅-德尔格劳，是西班牙加泰罗尼亚巴塞罗那省的一个市镇。总面积35平方公里，总人口888人（2001年），人口密度25.8人/平方公里。当地主要经济以农业、畜牧业、纺织业为主。

## 人口
| 1900年 | 1930年 | 1950年 | 1970年 | 1981年 | 1986年 | 2006年 |
| ------ | ------ | ------ | ------ | ------ | ------ | ------ |
| 473    | 620    | 619    | 527    | 1034   | 1081   | 1001   |